# Cephalotropis
Cephalotropis — рід вусатих китів, що належить до вимерлої родини Cetotheriidae. Його типовим видом є Cephalotropis coronatus.

## Опис
Сагітальний гребінь довгий. Недостатньо інформації, щоб визначити розмір цефалотропіса, але, ймовірно, він був приблизно до 6 метрів у довжину.

## Таксономія
Cephalotropis coronatus був спочатку описаний з пізньоміоценової (тортонської) формації Сент-Мері з формації Сент-Мері, штат Меріленд, на основі голотипу USNM 9352. Другий вид роду, C. nectus, був названий на честь екземпляра з формації тортонського віку в Португалії, але зараз вважається молодшим синонімом C. coronatus.